# I Play 3D Soccer
I Play 3D Soccer, scritto anche I Play 3-D Soccer sulle confezioni, è un videogioco di calcio pubblicato nel 1991 da Simulmondo per Amiga, Atari ST e Commodore 64. Innovativo per l'epoca, fu uno dei primi giochi di calcio con visuale tridimensionale dall'interno del campo, preceduto di poco da International Soccer Challenge, ma a differenza di questo ha la visuale centrata sul calciatore controllato dal giocatore anziché sulla palla e, solo su Amiga/ST, la rotazione a 360° della prospettiva dalle spalle del calciatore. Un'altra peculiarità è che si controlla sempre lo stesso giocatore per tutta la durata della partita o almeno di ogni azione.
Questo titolo diede inizio alla linea di I Play che comprese anche I Play Football Champ e I Play 3D Tennis; in particolare Football Champ, altro titolo di calcio, ha un'azione di gioco simile a quella di 3D Soccer, con l'aggiunta di una parte tattica e manageriale.

## Modalità di gioco
Durante la partita il giocatore controlla in particolare un calciatore, escluso il portiere, che si seleziona inizialmente in base al numero di maglia e viene sempre inquadrato da vicino in terza persona tridimensionale. L'azione principale può perciò svolgersi anche molto fuori dall'inquadratura quando si è lontani dalla palla.
Ai compagni di squadra controllati dal computer si può richiedere il passaggio della palla a proprio favore. Su Amiga/ST c'è anche un'opzione che permettere di cambiare calciatore durante la partita, ma solo a gioco fermo, selezionando il nuovo numero.
Nella modalità a due giocatori lo schermo è diviso a metà orizzontalmente e i due possono controllare calciatori della stessa squadra oppure avversari.
Su Amiga/ST il proprio calciatore, sempre visto di spalle, è controllato in modo rotazionale e la visuale ruota con lui; su Commodore 64 i controlli sono ordinari (si spinge il joystick nella direzione in cui si vuole correre) e la direzione dell'inquadratura è sempre longitudinale al campo verso la porta avversaria, ma è presente una minimappa dell'intero campo.
Si possono selezionare molte squadre di club europee, per un incontro singolo o per un torneo a eliminazione diretta con numero libero di partecipanti.
Gran parte delle regole del calcio sono simulate, ma non ci sono cartellini e su Commodore 64 manca il fuorigioco. Sono presenti anche tempi supplementari e rigori in caso di pareggio.
È possibile vedere i replay delle azioni.